# マイク・マギー (サッカー選手)
マイケル・"マイク"・マギー（Michael "Mike" Magee、1984年9月2日 - ）は、アメリカ合衆国・イリノイ州エルムハースト出身の元サッカー選手。ポジションはフォワード（FW）。

## 経歴

### 初期の経歴
プロサッカー選手になるきっかけは、他の多くのサッカー選手と似ていません。ティーンエイジャーのころ、オランダのアヤックスとスウェーデンのカフェオペラから関心を受けたが、どちらのチームとも契約することができなかった。

### メトロスターズ
マギーは、2003年にMLSスーパー・ドラフトでメトロスターズへ加入。USSFのブレーデントンアカデミーを卒業した。

## タイトル

### クラブ
ロサンゼルス・ギャラクシー
- MLSカップ：2回 (2011, 2012)
- MLSサポーターズ・シールド：2回 (2010, 2011)
- MLSウェスタン・カンファレンス・プレーオフ：3回 (2009, 2011, 2012)
- MLSウェスタン・カンファレンス・レギュラーシーズン：3回 (2009, 2010, 2011)
- MLS月間最優秀選手賞：1回 (2013年3月)
- MLS週間最優秀選手賞：2回 (2011, 2013)

シカゴ・ファイアー
- MLS月間最優秀選手賞：1回 (2013年6月)
- MLSベストイレブン：1回 (2013)
- MLS 最優秀選手賞：1回 (2013)